# Bayerische Hypotheken- und Wechsel-Bank

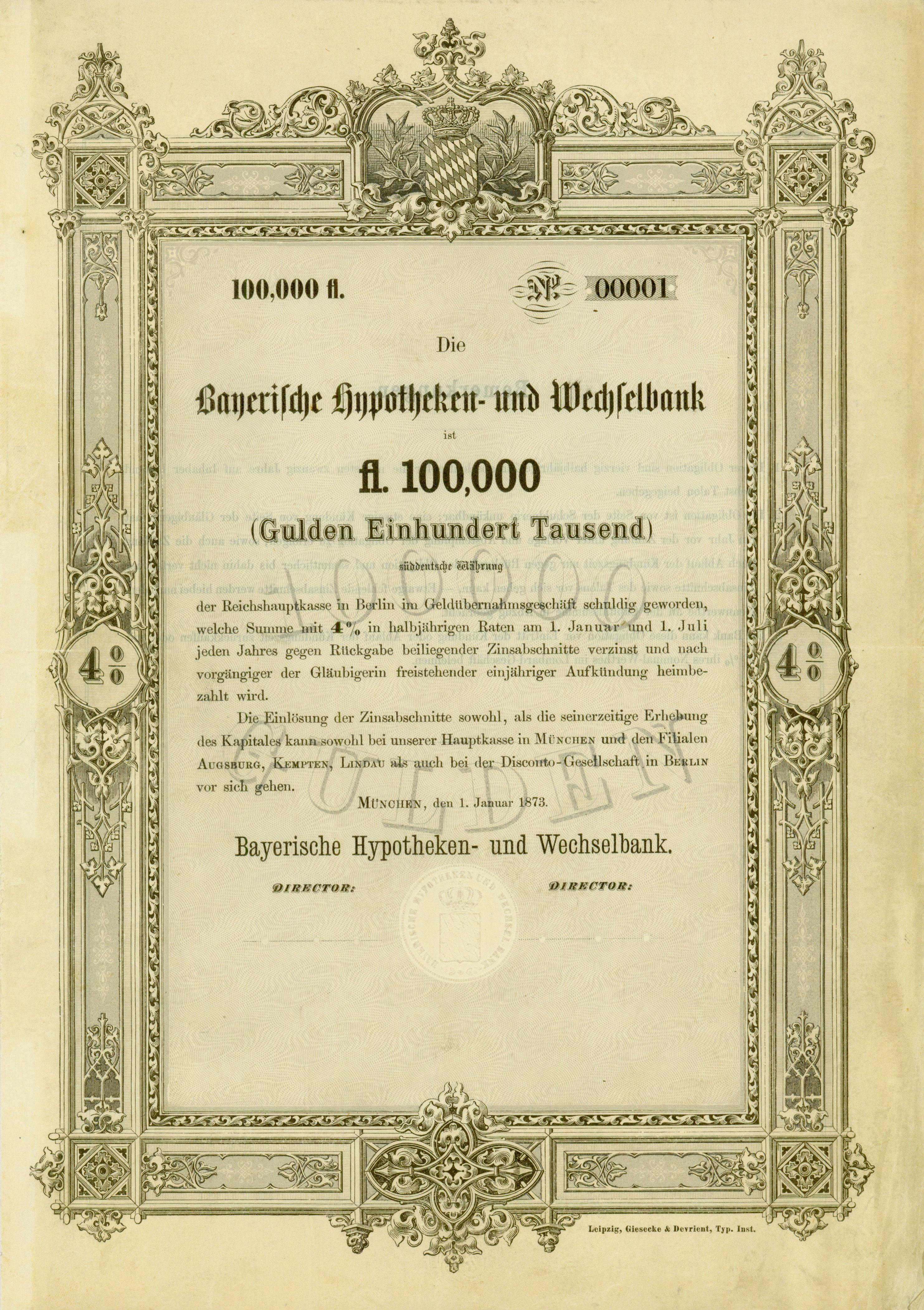
Obligation über 100.000 Gulden süddeutscher Währung der Bayerischen Hypotheken- und Wechsel-Bank vom 1. Januar 1873

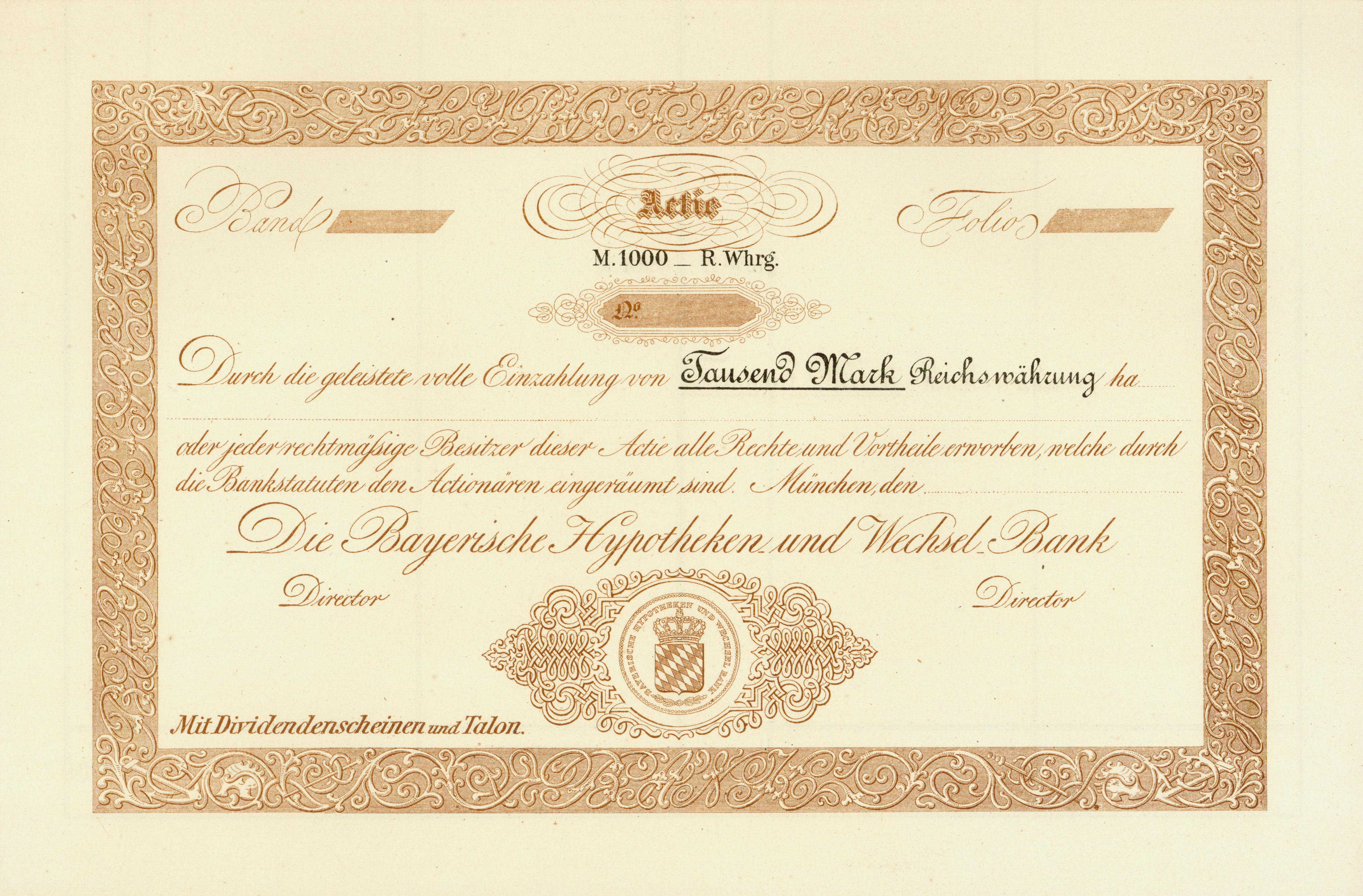
Blankette einer Namensaktie über 1.000 Mark Reichswährung der Bayerischen Hypotheken- und Wechsel-Bank von ca. 1893

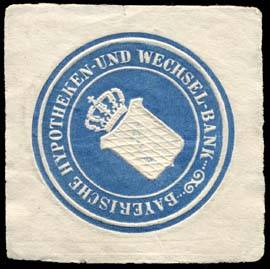
Siegelmarke Bayerische Hypotheken- und Wechsel-Bank

Die Bayerische Hypotheken- und Wechsel-Bank AG war eine Großbank mit Sitz in München, bis sie 1998 mit der Bayerischen Vereinsbank AG zur Bayerischen Hypo- und Vereinsbank AG fusionierte.

## Geschichte
Geburtsstunde der so genannten Hypo-Bank war das Gesetz „betr. die Errichtung einer Hypotheken- und Wechselbank“ vom 1. Juli 1834, das der bayerische Landtag auf Initiative von König Ludwig I. beschloss und die Bildung einer privaten Aktiengesellschaft zur Gründung einer Bank erlaubte. Das Aktienkapital betrug anfangs 10 Millionen Gulden, das später auf 20 Millionen erhöht wurde. Die Geschäftseröffnung erfolgte am 15. Oktober 1835 im Preysing-Palais in München. Die Bank wurde zu Beginn ehrenamtlich geführt. Aus den 40 anteilsmäßig bedeutendsten der insgesamt 71 Teilhaber, dem sogenannten Bankausschuss, wurden 7 Administratoren ausgewählt, alles Münchner Geschäftsinhaber (unter anderem die Gebrüder Riezler), die unter Aufsicht eines Staatskommissärs die Bankgeschäfte tätigten. Ihr erster Direktor wurde der Freiherr Simon von Eichthal. 
Die Bank bekam 1836 das Privileg, bayerische Banknoten herauszugeben. Damit wurde sie zur bayerischen Notenbank. 100.000 Gulden in Banknoten zu 10 Gulden waren 1836 die Grundlage der neuen Ära der Geldwirtschaft im Königreich Bayern. Entgegen der Skepsis bayerischer Politiker und Banker wurden diese neuen Scheine bald zu einem akzeptierten und beliebten Zahlungsmittel. 1839 wurden erstmals auch bayerische 100-Gulden-Noten gedruckt.
1862 war bereits das gesamte Grundkapital in Hypothekendarlehen angelegt, die nur langsam wieder zurückflossen und damit die Entwicklungsmöglichkeiten der Bank mit ihren Filialen stark einschränkten. Durch die Einführung des Pfandbriefs in Bayern konnte in der Folge dieses Hemmnis umgangen werden. Noch vor der Jahrhundertwende wurde 1875 unter der Leitung von Theodor von Pühn die Bayerische Notenbank gegründet und dieser das Notenprivileg übertragen. Die Bayerische Hypo entwickelte sich von einer reinen Hypothekenbank zu einer Universalbank mit Effekten-, Wechsel- und Kontokorrentgeschäft. Diesen Status behielt sie bis zur Auflösung.
Ab etwa 1880 steigt mit dem Geschäftsumfang auch der Raumbedarf, die Bank erwirbt Grundstücke in der Nähe des Promenadeplatzes. Von 1895 bis 1898 wird durch den Architekten Emil Schmidt ein Neubau errichtet, der bis 1998 die Zentrale des Unternehmens beherbergte. Nach dem Umbau zu den Fünf Höfen bis 2003 durch Herzog & de Meuron befindet sich außer den neu gestalteten Räumen der Bank ein Einkaufszentrum der gehobenen Kategorie auf den Grundstücken.
In der Zeit des Nationalsozialismus stand die Hypo-Bank unter besonderer Beobachtung der NSDAP, weil sie traditionell seit der Gründungszeit eine große jüdische Kundschaft hatte. Vom nationalsozialistischen Hetzblatt Der Stürmer seit 1933 als judenfreundlich beschimpft, musste sie sich von der Partei wiederholt mangelnde Beziehungen zu politischen Instanzen vorwerfen lassen. Die Bank legte sich größte Zurückhaltung gegenüber der Partei auf, was Spendengesuche und Mitgliedschaften betraf. Nach 1938 hatte sich die Bank den von der NS-Regierung erlassenen Gesetzen bezüglich der Behandlung von jüdischen Konten zu unterwerfen.
Nach dem Zweiten Weltkrieg wurden alle Vorschriften in Bezug auf Suche nach Konten und die Wiedergutmachung erfüllt. Die Hypo-Bank war die erste Bank in Deutschland, zu der Bürger des neugegründeten Staates Israel von sich aus wieder Geschäftsbeziehungen aufnahmen. In diesen Kreisen genoss die Bank den Ruf, während der NS-Zeit eine Sonderstellung eingenommen zu haben. Diese Kunden begründeten die Aufnahme der Geschäftsbeziehungen damit, dass die Bank sich seit jeher von antisemitischen Tendenzen ferngehalten habe.
Ab 1955 war der 1925 in Würzburg geborene Jurist Walter Unglaub bei der Bayerischen Hypotheken- und Wechselbank tätig, zuletzt als Bankdirektor und Vorstandsmitglied.
Die Kunsthalle der Hypo-Kulturstiftung wurde von der Bank 1985 mit wechselnden Ausstellungen begründet und bis heute in München fortgeführt. Das heutige Künstlerhaus Kempten war ein Bankhaus dieser Bank bis in die 1980er Jahre.

## Brauereibeteiligungen
In den 1970er Jahren erwarb die Bayerische Hypotheken- und Wechsel-Bank AG größere Beteiligungen in der Brauereibranche. Bis 1979 wurde sie zur größten Brauereigruppe Deutschlands mit einer jährlichen Produktionsmenge von rund 15 Mio. Hektolitern. So war die Bank Hauptanteilseigner der Hofbräu AG Bamberg, Schultheiss-Brauerei, Dortmunder Union Brauerei (seit 1972), Dortmunder Ritter Brauerei, Elbschloss-Brauerei, Erste Kulmbacher Actien-Exportbier-Brauerei, Erich-Bräu (Erlangen), Grüner-Bräu (Fürth), Löwenbräu, Paulaner-Salvator-Thomasbräu-AG, Würzburger Bürgerbräu AG. Die Braubeteiligungen wurden ab 1972 in der Dortmunder Union-Schultheiss Brauerei AG verwaltet. Diese firmierte 1988 zu Brau und Brunnen AG um. Die Beteiligungen wurden auch nach der Fusion mit der Bayerischen Vereinsbank gehalten. 2004 verkaufte schließlich die nun als Hypovereinsbank bekannte Bank die Braubeteiligungen an den Oetker-Konzern.